# 都市対抗野球大会 (栃木県勢)
本項は、都市対抗野球大会における栃木県勢の戦績についてまとめたものである。

## 概略
- 栃木県はかつて関東地区に属しており、現在は北関東地区に属する。戦後に鹿沼市・古沢建設が2回本大会に出場しているが、その後久しく本大会から遠のいた。1978年（第49回大会）にクラブチームの名門である足利市・全足利クラブが本大会に出場した。
- 長らく栃木県には企業チーム登録がなく、近年は茨城、群馬の企業チームの前に本大会出場を阻まれ続けていたが、2014年（第85回大会）に全足利クラブが企業2チーム相手に白星を挙げ、36年ぶりの本戦出場を果たした。
- 2024年に小山市・栃木市・エイジェック（2018年創部）が県勢として74年ぶりの白星を挙げた[1]。

## 通算成績
（第95回大会まで。中止となった第15回大会を除く。以下本項において同じ。）
- 延べ出場回数　6回
- 優勝回数　なし
- 準優勝回数　なし
- 通算勝敗　2勝6敗（勝率 .250）

## 出場チームの戦績
| 年     | 回     | 都市・チーム         | 成績      | 試合結果 | 試合結果                          |
| ------ | ------ | -------------------- | --------- | -------- | --------------------------------- |
| 1949年 | 第20回 | 鹿沼市・古沢建設     | 1回戦敗退 | 1回戦    | ● 2－3 日本生命（大阪市）         |
| 1950年 | 第21回 | 鹿沼市・古沢建設     | 8強       | 2回戦    | ○ 8－2 山形ハッピー（山形市）     |
| 1950年 | 第21回 | 鹿沼市・古沢建設     | 8強       | 準々決勝 | ● 1－7 大昭和製紙（吉原市）       |
| 1978年 | 第49回 | 足利市・全足利クラブ | 1回戦敗退 | 1回戦    | ● 1－6 日本鋼管福山（福山市）     |
| 2014年 | 第85回 | 足利市・全足利クラブ | 2回戦敗退 | 2回戦    | ● 1－2 松山フェニックス（松山市） |
| 2021年 | 第92回 | 小山市・エイジェック | 1回戦敗退 | 1回戦    | ● 1－2 NTT西日本（大阪市）        |
| 2024年 | 第94回 | 小山市・エイジェック | 2回戦敗退 | 1回戦    | ○ 5－4 日本製鉄瀬戸内（姫路市）   |
| 2024年 | 第94回 | 小山市・エイジェック | 2回戦敗退 | 2回戦    | ● 1－7 日本通運（さいたま市）     |

## 他県勢との対戦成績
| 都道府県 | 試合 | 勝 | 敗 | 分 |
| -------- | ---- | -- | -- | -- |
| 山形県   | 1    | 1  | 0  | 0  |
| 静岡県   | 1    | 0  | 1  | 0  |
| 大阪府   | 1    | 0  | 1  | 0  |
| 広島県   | 1    | 0  | 1  | 0  |
| 愛媛県   | 1    | 0  | 1  | 0  |

## 都市別の他都市との対戦成績
（都市名は、最後に対戦した時点での名称を記す。）
| 都市   | 試合 | 勝 | 敗 | 分 |
| ------ | ---- | -- | -- | -- |
| 山形市 | 1    | 1  | 0  | 0  |
| 吉原市 | 1    | 0  | 1  | 0  |

| 都市   | 試合 | 勝 | 敗 | 分 |
| ------ | ---- | -- | -- | -- |
| 福山市 | 1    | 0  | 1  | 0  |
| 松山市 | 1    | 0  | 1  | 0  |

| 都市   | 試合 | 勝 | 敗 | 分 |
| ------ | ---- | -- | -- | -- |
| 大阪市 | 1    | 0  | 1  | 0  |